# 50th Street (linea IRT Broadway-Seventh Avenue)
50th Street è una fermata della metropolitana di New York situata sulla linea IRT Broadway-Seventh Avenue. Nel 2019 è stata utilizzata da 8 134 360 passeggeri. È servita dalla linea 1 sempre e dalla linea 2 solo di notte.

## Storia
La stazione venne costruita dall'Interborough Rapid Transit Company (IRT) come parte della prima linea metropolitana sotterranea della città di New York. Fu aperta il 27 ottobre 1904.

## Strutture e impianti
La stazione è sotterranea, ha due banchine laterali e quattro binari, i due esterni per i treni locali e i due interni per quelli espressi. È posta al di sotto di Broadway e non ha un mezzanino, ognuna delle due banchine ospita infatti un gruppo di tornelli con le scale per il piano stradale. La banchina in direzione uptown ha quattro uscite sul lato est dell'incrocio con 50th Street, quella in direzione downtown ha un'uscita sulla piazza del Paramount Plaza e una in un edificio su 50th Street.
Nel 1994, nell'ambito dell'iniziativa della MTA "Arts & Design", nella stazione vennero installati una serie di mosaici realizzati dall'artista Liliana Porter intitolati Alice: The Way Out e ispirati ai personaggi del romanzo Le avventure di Alice nel Paese delle Meraviglie di Lewis Carroll.

## Interscambi
La stazione è servita da alcune autolinee gestite da MTA Bus e NYCT Bus.
- Fermata autobus

## Nella cultura di massa
La stazione di 50th Street compare nell'episodio 1 della terza stagione del programma Rescue 911, incentrato su un evento accaduto nella stazione il 4 settembre 1987, quando il viaggiatore Alex Cumba cadde sui binari e venne salvato da Edwin Ortiz, Jeff Kuhn e Melvin Shadd pochi secondi prima dell'arrivo del treno.